# Tanjung (Surian)
Tanjung is een bestuurslaag in het regentschap Sumedang van de provincie West-Java, Indonesië. Tanjung telt 1887 inwoners (volkstelling 2010).